# 薛斌 (1966年)
薛斌（1966年4月—），男，汉族，陕西吴堡人，中华人民共和国政治人物，1987年7月同济大学建筑系城市规划专业毕业，国家注册城市规划师。现任新疆维吾尔自治区人民政府副主席、兼新疆生产建设兵团党委副书记、司令员。

## 生平
薛斌曾任新疆维吾尔自治区建设厅城市规划处副处长、处长，吐鲁番地区行署党组成员、专员助理，吐鲁番地委委员、秘书长，巴音郭楞州党委常委、库尉党委书记、库尔勒市委书记，乌鲁木齐市委副书记、常务副市长，塔城地委书记等职。
2021年9月，任新疆维吾尔自治区人民政府副主席。2022年1月任新疆生产建设兵团党委副书记、司令员，中国新建集团公司总经理。